# 모토로라 레이저
모토로라 레이저(영어: Motorola Droid RAZR XT910 코드명: Targa)는 모토로라 모빌리티에서 제작한 안드로이드 스마트폰으로, 1억대 이상을 판매한 이전 모토로라 레이저 폴더형 휴대폰의 후속작이며 모토로라 아트릭스의 후속작이기도 하다. 출시당시 안드로이드 2.3.5 진저브레드를 탑재하였다.

## 제품명
본제품명은 모토로라 드로이드 레이저이다. 드로이드는 미국 버라이즌통신사에서 모토로라 제품군을 출시할 때 사용하는 이름이며, 그로인해 대한민국에는 레이저로 출시되었다. 제품코드는 XT910x이며 x자리에는 통신사에 따라 SK텔레콤일 경우에는 S가, KT일 경우에는 K가 들어가게 된다.

## 출시국가

### 표준모델
- 대한민국

그 외 다수 국가

### LTE모델
- 미국

그 외 다수 국가

## 색상
- 스페이스 블랙
- 레드

## 성능
해외에는 4G LTE(롱텀 에볼루션)를 지원하나 대한민국에는 3G폰으로 출시한다. 800만 화소의 카메라를 내장하였으며, 전작인 아트릭스와 같이 랩탑 도킹이 가능하다. 후면 케이스가 케블라(Kevlar) 고강도 섬유 코팅이 되어 있어 생활방수가 가능하며, 기기 두께를 얇게 하기 위해 배터리는 착탈식이 아닌 일체형으로 만들어져 사용자가 교체할 수 없다.

## 웹탑
아트릭스와 마찬가지로 모토로라의 통합 '웹탑'응용 프로그램이 레이저에서도 지원된다.휴대전화가 노트북 도킹 스테이션 또는 HD 멀티미디어 독을 통해 외부 디스플레이에 접속되면 자동으로 웹탑 응용 프로그램이 시작된다. 리눅스 노트북과 유사한 사용자 인터페이스 제공과 웹탑 모드에서 우분투 데스크탑을, 전화와 같은 외부 디스플레이에 여러 응용 프로그램을 실행할 수 있다. 일례로 파이어 폭스 웹 브라우저, SNS 클라이언트와 같은 화면의 전체 액세스를 사용할 수 있는 '모바일보기'응용 프로그램도 지원된다.
아이스크림 샌드위치로 업그레이드한 뒤에는 웹탑모드가 개정되어 웹탑3.0이 되었다. ICS에서의 웹탑모드는 더 이상 별도의 리눅스 OS로 구성되지 않으며, 또한 랩독 또는 멀티미디어 도킹 스테이션도 더 이상 필요하지 않게 되었다. 대신, 전화기의 HDMI 단자가 외부 모니터에 연결될 때, 자동으로 휴대전화가 ICS의 태블릿 UI으로 전환하여 휴대전화에서 모든 기존 응용 프로그램을 실행할 수 있도록 변경되었다.

## 레이저 맥스
모토로라는 레이저의배터리를 높은 용량의 배터리로 바꾼 모토로라 레이저맥스(영어: Motorola Droid RAZR MAXX XT910)를 출시했다. 레이저 맥스는 2200mAh 리튬 이온 배터리, 원래 레이저의 1780mAh 배터리 대비 약 23 % 증가되었다. 배터리의 두께로 인해, 레이저맥스는 전체 두께가 8.4mm로 늘어나게 되었다.
배터리를 위해서는 모토로라 레이저 맥스를 두깨를 위해서는 모토로라 레이저를 구매하는 것도 좋을것 같다

## 레이저 V
모토로라는 레이저의 색상을 바꾼 모토로라 레이저 V(영어: Motorola RAZR V XT889)를 출시했다. 중국 현지화모델로서 약간의 디자인변경과 색상추가를 제외하면 모든것이 레이저와 같다.

## 같이 보기
- 모토로라 드로이드 4
- 모토로라 자이보드
- 구글 넥서스
- 갤럭시 넥서스